# Stanisłau Piłatowicz

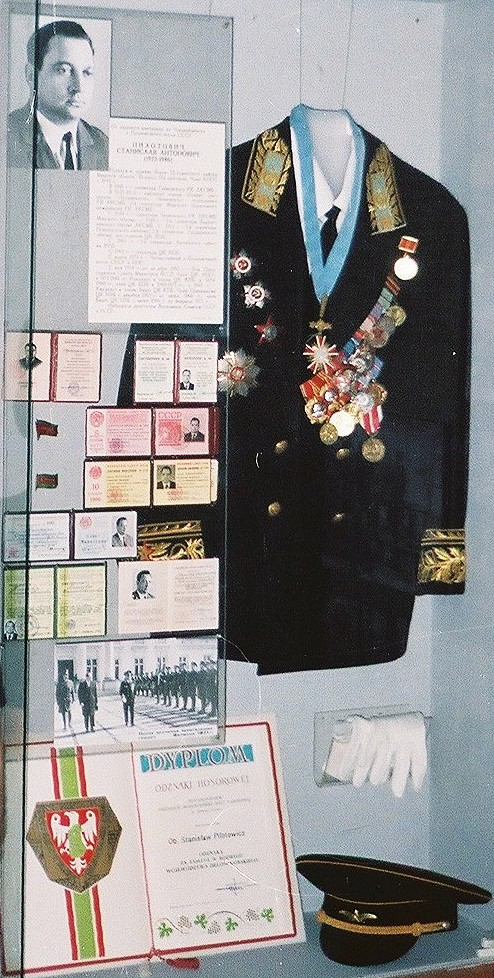
Gablota z pamiątkami po Stanisławie Piłotowiczu w mińskim Muzeum Wielkiej Wojny Ojczyźnianej. Widoczny m.in. mundur galowy ambasadora ZSRR, liczne legitymacje oraz zdjęcie przed Belwederem

Stanisłau Antonawicz Piłatowicz, biał. Станіслаў Антонавіч Пілатовіч; ros. Станислав Антонович Пилотович – Stanisław Antonowicz Piłotowicz (ur. 25 września 1922 w Boroku, zm. 15 czerwca 1986) – sowiecki działacz partyjny i dyplomata, ambasador ZSRR w PRL (1971–1978).

## Życiorys
Urodzony we wsi Borok (obecnie Czaroty w rejonie puchowickim) w rodzinie chłopskiej. W 1940 ukończył szkołę felczerską w Bobrujsku, w 1952 liceum pedagogiczne w Baranowiczach, a w 1956 w trybie zaocznym szkołę pedagogiczną w Mińsku. W latach 1940–1941 pierwszy sekretarz rejonowego komitetu Komsomołu w Hajnówce, a jednocześnie kierownik punktu medycznego w tym mieście. W okresie II wojny światowej w partyzantce radzieckiej (oddział "Płomienie" [Пламя]) a także sekretarz konspiracyjnych komitetów Komsomołu w rejonach puchowickim (1941–1942) i ihumeńskim (1943–1944) a od października 1942 do lutego 1943 drugi sekretarz komitetu międzyrejonowego Komsomołu strefy mińskiej.
Członek WKP(b) od 1944. W latach 1946–1948 sekretarz mińskiego komitetu obwodowego Komsomołu ds. kadrowych, w latach 1948–1953 pierwszy sekretarz komitetu obwodowego Komsomołu w Baranowiczach. Od 1953 pracownik aparatu KPZR, początkowo pięć lat na stanowisku pierwszego sekretarza komitetu rejonowego w Nowogródku. W latach 1958–1960 drugi sekretarz komitetu obwodowego KPZR w Grodnie, w latach 1960–1962 kierownik wydziału ds. pracy organizacyjno-partyjnej Komunistycznej Partii Białorusi, w latach 1962–1965 pierwszy sekretarz komitetu obwodowego KPZR w Witebsku. W okresie 1965–1971 sekretarz Komitetu Centralnego Komunistycznej Partii Białorusi ds. ideologicznych. Na tym stanowisku rozpoczął zakrojoną na szeroką skalę akcję budowy pomników upamiętniających walki i masakry z okresu II wojny światowej na terenie radzieckiej Białorusi. W szczególności zainicjował upamiętnienie spalenia przez Niemców wsi Chatyń, która ze względu na podobieństwo nazwy do Katynia stała się w propagandzie radzieckiej jednym z głównych symboli niemieckich zbrodni wojennych na terenie ZSRR. W ramach wspomnianej inicjatywy powstał także "Kurhan Sławy" pod Mińskiem oraz pomniki w wielu innych miastach.
Od marca 1971 do czerwca 1978 ambasador ZSRR w PRL. Pozostawał w tym czasie w przyjacielskich stosunkach z Edwardem Gierkiem, który zapraszał go nawet do domu prywatnego na urodziny. Po powrocie do kraju mianowany wicepremierem Białoruskiej Socjalistycznej Republiki Radzieckiej ds. zapatrzenia i gospodarki komunalnej. W 1983 przeszedł na emeryturę. Zmarł w 1986 w wyniku postrzału z broni myśliwskiej. W wyniku śledztwa ustalono, że był to nieszczęśliwy wypadek spowodowany nieostrożnością podczas czyszczenia strzelby.
Był delegatem na XXIII i XXIV zjazdy KPZR. Na XXIV zjeździe wybrany na członka Komitetu Centralnego KPZR. Deputowany do Rady Najwyższej BSRR dwu kadencji. Odznaczony m.in. dwoma Orderami Lenina, Orderem Czerwonej Gwiazdy, Medalem „Partyzantowi Wojny Ojczyźnianej” I klasy, Krzyżem Komandorskim z Gwiazdą Orderu Zasługi Polskiej Rzeczypospolitej Ludowej (1978). Posługiwał się swobodnie językiem białoruskim i używał go także w czasie oficjalnych wystąpień.